# 武安舍利塔
武安舍利塔，位于中国河北省邯郸市东门里，1982年7月23日公布为省级文物保护单位。2019年10月7日公布为第八批全国重点文物保护单位。类型为古建筑，历史年代为宋代。